# Clusia neurosa
Clusia neurosa är en tvåhjärtbladig växtart som beskrevs av José Cuatrecasas. Clusia neurosa ingår i släktet Clusia och familjen Clusiaceae. Inga underarter finns listade i Catalogue of Life.